# Pandanus atrocarpus
Pandanus atrocarpus là một loài thực vật có hoa trong họ Dứa dại. Loài này được Griff. miêu tả khoa học đầu tiên năm 1851.